# Para entrar a vivir
Para entrar a vivir es un telefilme español dirigido por Jaume Balagueró. También conocida en España como: La puerta del espanto. Este título forma parte de las "Películas para no dormir".

## Sinopsis
Tras recibir un folleto para comprar un apartamento, Clara y Mario viajan al lejano pueblo en donde se encuentra la casa. 
Clara y Mario avanzan con su coche bajo la lluvia torrencial que lleva cayendo todo el día. Van a ver un piso. Otro más. Ya llevan vistos decenas. Desde que saben que esperan un niño, no han dejado de buscar algo un poco más grande. Pero esta vez los de la agencia han insistido que este era especial. 
La primera impresión no es precisamente buena. Su piso, como todos los de la zona, parece abandonado, vacío... y todos esos restos de maniquís tirados por el suelo, en la escalera, en los rellanos. La vendedora de la agencia les tranquiliza. Por lo visto el ayuntamiento está rehabilitando toda la zona. En unos meses la van a dejar de lujo. De hecho ya hay dos familias nuevas que acaban de instalarse. El entresuelo y el segundo.
Suben hasta el tercero y entran en el piso. Lo cierto es que nunca debieron hacerlo... Su piso, el edificio entero, es una trampa. Como la tela de una araña que solo se ve cuando ya no se puede salir.

## Reparto
- Macarena Gómez: Clara.
- Adrià Collado: Mario.
- Nuria González: Agente inmobiliaria/ Portera
- Roberto Romero: Hijo de la portera.
- Ruth Díaz: Chica del baño.
- David Sandanya: Hijo de la joven (Ruth Díaz).

## Realización
Rodada en Esplugas de Llobregat (Barcelona) y en San Adrián de Besós (Barcelona) . Se encuentra dentro de la serie de Películas para no dormir.
La música de la película llamada "Hada" fue realizada por Carlos Ann.

## Audiencia
Segunda entrega de las "Películas para no dormir" que emitió Telecinco en enero de 2007, tras La habitación del niño, con una audiencia de 2.211.000 espectadores y un 15% de cuota. El número de espectadores es relativamente bajo debido al menor consumo televisivo que se produce los viernes en prime time.
Es transmitido por Space actualmente en "Club del miedo", 3:55 Domingo 1/04.